# Raschplatz
Der Raschplatz in Hannover ist ein Fußgängerplatz im Stadtteil Mitte unmittelbar am  Hauptbahnhof. Er stellt das nördliche Ende der Niki-de-Saint-Phalle-Promenade dar, die hier in die Fußgängerzone der Lister Meile übergeht. Der heutige Platz mit seiner charakteristischen –1-Lage ist nach dem U-Bahn-Bau Mitte der 1970er Jahre entstanden.

## Beschreibung
Der etwa 50 m × 100 m große Platz liegt ebenso wie die Niki-de-Saint-Phalle-Promenade in der –1-Ebene unterhalb des Straßenniveaus. Er befindet sich auf der städtebaulichen Achse vom Stadtmittelpunkt am Kröpcke zum Lister Platz. Umgeben ist der Platz von Großbauten, Hochhäusern und einer Ladenzeile. Begrenzt wird er zum Hauptbahnhof durch ein Parkhochhaus und zur Oststadt durch das 23-stöckige Hochhaus Lister Tor. Unter ihm liegt die U-Bahn-Station Hauptbahnhof. Auf der östlichen Seite befinden sich das 17-stöckige Hochhaus der Sparkasse Hannover, ein Hotel und ein Cinemaxx-Multiplexkino, gegenüber die Spielbank Hannover, das Programmkino Kino am Raschplatz sowie die Osho-Diskothek.

## Geschichte
Der Raschplatz entstand 1884 als ein Vorplatz an der Rückseite des hannoverschen Bahnhofs auf dem Gelände von ehemaligen Eisenbahnwerkstätten. Benannt wurde er nach dem früheren hannoverschen Stadtdirektor Johann Carl Hermann Rasch. Da der Platz an der von der Innenstadt abgewendeten Seite lag, fiel seine Gestaltung bescheidener aus als beim Ernst-August-Platz an der Vorderseite. Ebenso wie Teile der Oststadt galt der Raschplatz früher als Viertel hinter dem Bahnhof.
Um den Raschplatz entstand eine ungeordnete Bebauung mit Wohn-, Behörden- und Industrienutzung. Nahe am Platz entstand der Gerichtskomplex mit dem zugehörigen Gerichtsgefängnis. Das 1888 bezogene Alte Justizgebäude wurde im Zweiten Weltkrieg völlig zerstört. An seiner Stelle wurde 1952 bis 1956 das heutige Landgericht Hannover errichtet. Das von 1907 bis 1911 gebaute Neue Justizgebäude beherbergt heute das Amtsgericht Hannover.
1951 wurde – zur besseren Erschließung der Oststadt – „in vorbildlicher Zusammenarbeit zwischen der Aufbaugemeinschaft Hannover und der Stadtverwaltung“ der Verlauf der neuen Raschplatz-Tangente festgelegt als Trasse zwischen dem Weidendamm / Vahrenwalder Straße und der Sallstraße in der Südstadt.
Das Gerichtsgefängnis wurde nach dem Krieg abgerissen, um Platz für die Hamburger und Berliner Allee zu schaffen.
Der Hauptbahnhof Hannover wurde mehrmals unter Bebauung von Teilen des Raschplatzes erweitert. 1910 wurde er zum Raschplatz hin um eine dritte Bahnhofshalle für die Gleise 10 und 11 erweitert. Die Hallen sind bei den Luftangriffen auf Hannover im Zweiten Weltkrieg zerstört worden. Nach dem Wiederaufbau wurde 1963 ein weiteres Gleis angebaut. Zur Durchführung der U-Bahn-Unterfahrung wurde 1970 ein weiterer Bahnsteig mit den Gleisen 13 und 14 gebaut.
Die 1922 in Betrieb genommene, nicht erhaltene OLEX-Tankstelle am Raschplatz wird in verschiedenen Quellen als erste Tankstelle im öffentlichen Raum des Deutschen Reichs bzw. als erster massiver Tankstellenbau Deutschlands bezeichnet.
Mehrfach wurde versucht, den Platz städtebaulich aufzuwerten. Nach der Neugestaltung im Anschluss an den U-Bahn-Bau eröffnete Hertie am Raschplatz ein Warenhaus unter dem Namen Wertheim, das schon bald wegen mangelnder Umsätze in ein Möbelhaus umgewandelt und 1979 ganz geschlossen wurde.
Zwischen August 2008 und September 2010 wurden der Raschplatz und das Gebäude Raschplatz 5 als Nordwestbegrenzung erneuert und umgestaltet. Neu eingezogen in dieses Gebäude ist unter anderem die Spielbank Hannover.
Lange galt der Raschplatz als Problemplatz hinter dem Hauptbahnhof, der einen 
verwahrlosten Eindruck machte und von der Trinker- und Drogensüchtigenszene aufgesucht wurde. 
Um die Attraktivität zu steigern, wurde der Platz 2023 für rund zwei Monate unter der Bezeichnung Raschplatz Open Air zum Ort für Sport und Freizeit  Es gab ein Sportangebot mit verschiedenen Ballsportarten, Tanz- und Fitnesskursen sowie Musikveranstaltungen.

Blick über den Raschplatz um 1890 auf das im Zweiten Weltkrieg zerstörte (Alte) Justizgebäude, heute Standort des Landgerichts
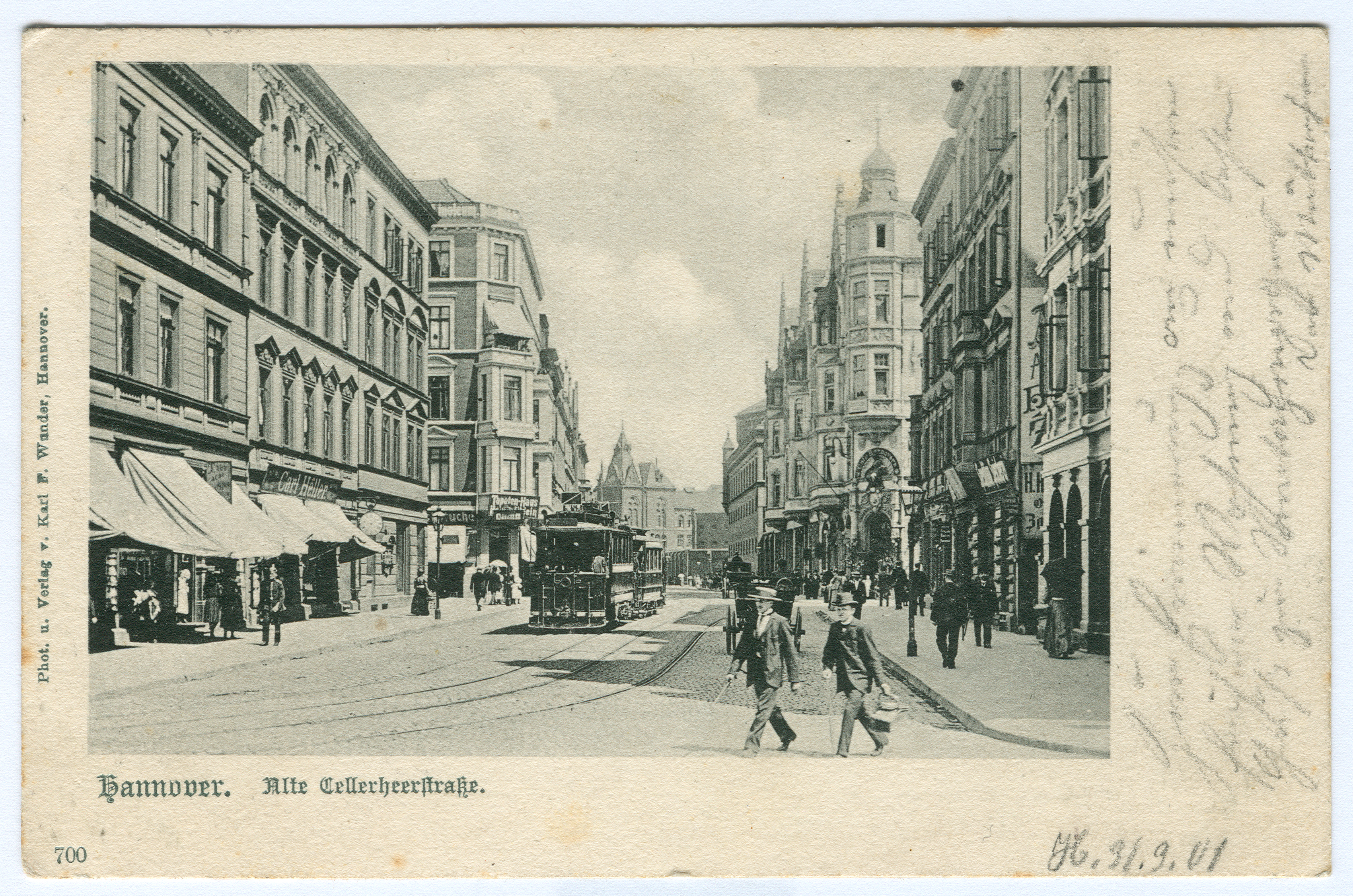
Blick vom Raschplatz in die Alte Celler Heerstraße, vor 1900
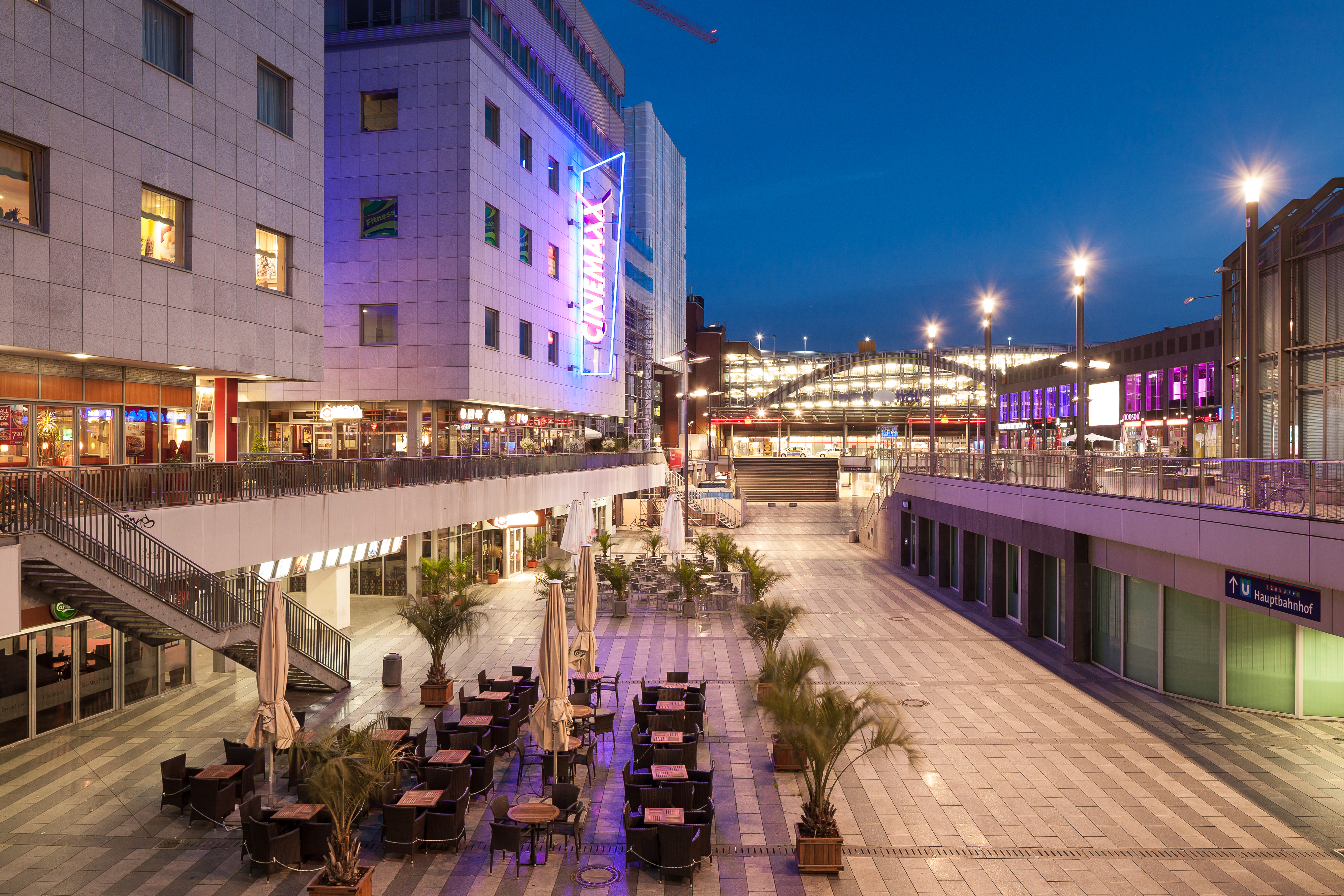
Raschplatz nach dem Umbau, 2014
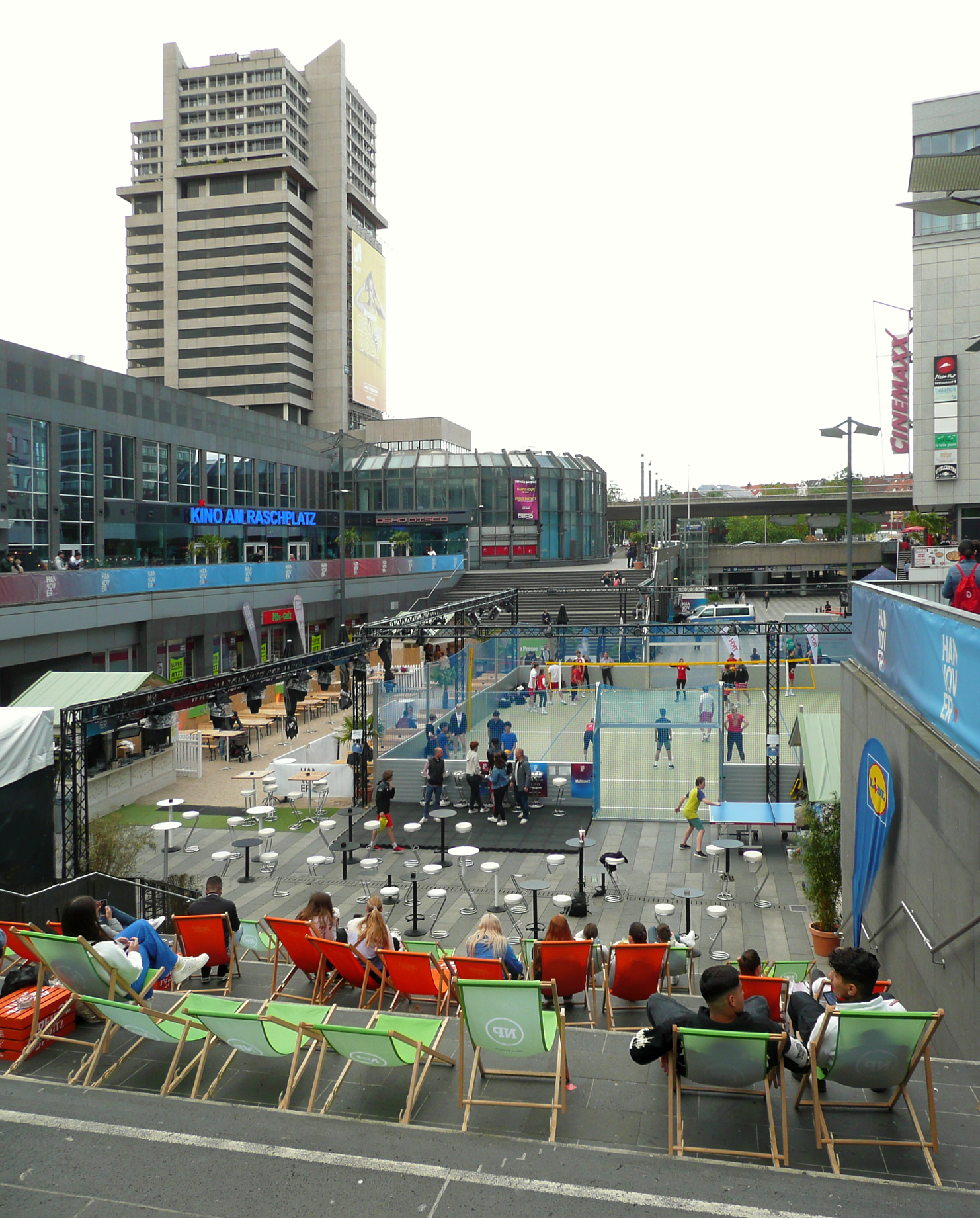
Raschplatz Open Air, 2023

## Medienberichte (Auswahl)
- Christian Bohnenkamp: Das große Raschplatz-Projekt / Aus dem Schmuddelkind soll endlich ein Vorzeigeareal werden – dank zahlreicher anstehender Veränderungen. In: Hannoversche Allgemeine Zeitung (HAZ) vom 10. Juni 2014, S. 11